# Три дня на севере
Три дня на севере (дат. 3 Dage i Nord) — серия гонок по шоссейному велоспорту, состоящая из трёх независимых однодневных велогонок, проходящих по территории Дании с 2017 года в Бьергбю, Ханстхольме и Кларупе по лицензии велоспортивного союза Дании.

## История
В 2017 году три велоклуба: Thy Cykle Ring, Cykle Clubben Hjørring и Aalborg Cykle-Ring объединили свои усилия, чтобы превратить три независимые гонки в кубок, где после финальной гонки в Ольборге можно будет объявить общего победителя. До 2016 года эти три клуба проводили свои собственные гонки на Пасху.
Серия проводится по очковой системе. По итогам каждой гонки гонщикам занявшим первые 50 мест начисляются очки — 50 очков победителю, 40 занявшему второе место и так далее до 1 очка занявшему 50-е место. Победителем общего зачёта становился гонщик, набравший наибольшее количество очков по итогам трёх гонок, который получает кубок и жёлтую майку лидера.
Помимо элиты гонка также проводится среди юниоров, молодёжи и мастерс.

## Призёры

### Мужчины
| Год  | Победитель                | Второй        | Третий                   |          |
| ---- | ------------------------- | ------------- | ------------------------ | -------- |
| 2017 | Кристоффер Ильвен Вестгор | Якоб Франнсен | Йеспер Одгор Нильсен     |          |
| 2018 | Андреас Стокбро           | Даниель Люхне | Патрик Клаусен           |          |
| 2019 | Оливер Вульфф Фредериксен | Никлас Ларсен | Янник Хюльттофт Хансен   |          |
| 2020 | отменено                  | отменено      | отменено                 | отменено |
| 2021 | Нильс Лау Нюборг Броге    | Расмус Валлин | Себастьян Рюттерсгор     |          |
| 2022 | Фредерик Йенсен           | Хуго Форсселл | Себастьян Рюттерсгор     |          |
| 2023 | Йошуа Гудниц              | Расмус Валлин | Хенрик Педерсен          |          |
| 2024 | Мартин Сзокодю            | Хуго Форсселл | Лудвик Аспелунн Хольстад |          |
| 2025 | Матиас Мальмберг          | Мадс Андерсен | Александр Нильсен        |          |
| 2026 |                           |               |                          |          |

### Женщины
| Год  | Победитель          | Второй                     | Третий                     |          |
| ---- | ------------------- | -------------------------- | -------------------------- | -------- |
| 2017 | Мишель Лауге Кводе  | Мария Юлие Хёириис Нильсен | Рикке Бак Оютан            |          |
| 2018 | Мариене Якобсен     | Йозефине Хуитфельтт        | Рикке Бак Оютан            |          |
| 2019 | Биргитте Раундал    | Биргитте Крогсгор          | Амалие Лутро               |          |
| 2020 | отменено            | отменено                   | отменено                   | отменено |
| 2021 | Каролине Хеммсен    | Бьянка Кристиансен         | Милле Троельсен            |          |
| 2022 | Марита Йенсен       | Биргитте Раундал           | Марие-Луизе Хартс Крогагер |          |
| 2023 | Марита Йенсен       | Миа Софи Рютцу             | Туснельда Сванхольмер      |          |
| 2024 | Майя Винтер Брантт  | Матильда Францих           | Юлие Нильсен Марибо        |          |
| 2025 | Амалие Квист Нюброе | Марита Йенсен              | Каролине Кирк Скад         |          |
| 2026 |                     |                            |                            |          |